# De Werken
De Werken is een dorp dat zich bevindt ten zuiden van de Merwededijk tussen Werkendam en Sleeuwijk. 
Het dorp, feitelijk een niet-aaneengesloten verzameling buurtschappen (waaronder De Hoef, Vijcie, Buurtje en soms ook Kerkeinde) is genoemd naar het gelijknamige stroompje, dat vermoedelijk een noordelijke tak van de Alm is geweest. Hoewel kleiner dan de naburige kernen, is het steeds van belang geweest. Zo bezat het in de tijd vóór de Reformatie een parochiekerk die aan de Heilige Martinus was gewijd. Ook bevond zich in De Werken waarschijnlijk een uithof van de Abdij van Berne. Vermoed wordt dat de monniken van deze abdij een rol speelden bij het ontstaan van De Werken en Werkendam. Omstreeks 1461 werd de Sleeuwijkse en Werkense Dijk aangelegd, waarmee de benedenloop van het riviertje verdween.
Naast een kerk bestond er in de Werken ook een kasteeltje, het Huis De Werken, dat in de 15e en 16e eeuw een aantal malen werd vernoemd. De fundamenten van dit kasteeltje zijn in 1975 teruggevonden. Ze bevinden zich tussen de buurtschappen Schans en Uppel, nabij kruising Zandsteeg en Provincialeweg. Het betreft de fundamenten van een donjon, van ca. 11 bij 12 meter, die door water was omringd. Dit water was waarschijnlijk het riviertje De Werken. Het kasteel zou gesloopt zijn gedurende de 15e en 16e eeuw.
Omstreeks 1570 werd De Werken Staats bezit, en in 1590 kwam er voor het eerst een predikant in het Oude kerkje. Veel later waren er ook in De Werken velen die voor de Afscheiding van 1834 kozen. 
De Werken was dusdanig belangrijk dat de gemeente waartoe het van 1814-1950 behoorde, De Werken en Sleeuwijk werd genoemd. Tegenwoordig bestaat De Werken niet meer als bestuurlijke eenheid of dorpje. Aan de Merwededijk vindt men echter vele scheepswerven, zodat er op het grondgebied van De Werken nog van grote bedrijvigheid sprake is.

## Geboren in De Werken
Gijsbert van Tienhoven (1841-1914), politicus; hij was van 1880-1891 burgemeester van Amsterdam en van 1891-1894 premier van Nederland en minister van Buitenlandse zaken.